# Cheilanthes grevilleoides
Cheilanthes grevilleoides là một loài thực vật có mạch trong họ Adiantaceae. Loài này được H. Christ miêu tả khoa học đầu tiên năm 1909.